# ماریای یکم، ملکه مجارستان

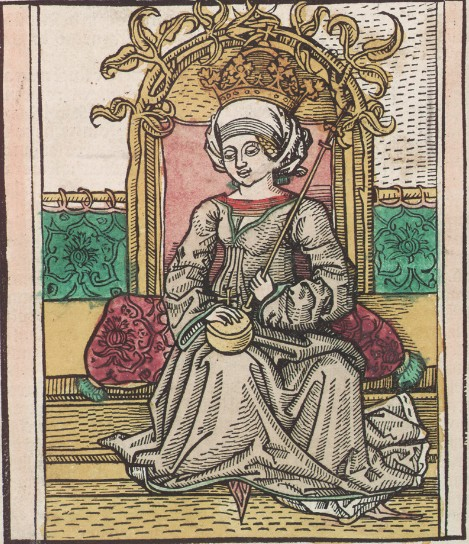
نگارهٔ سدهٔ پانزدهمی از ماریای یکم

ماریای یکم (به مجاری: I. Mária)(زادهٔ ۱۳۷۱- مرگ ۱۷ مهٔ ۱۳۹۵) شهبانوی مجارستان بود. او بزرگترین دختر زنده‌ماندهٔ لایوش یکم و همسر زیگیزموند، امپراتور مقدس روم بود.
با مرگ لایوش در ۱۳۸۲ میلادی فرمانروایی بر مجارستان به او ارث رسید؛ ماریا در این زمان پیرامون ده سال داشت. از ۱۳۸۷ ماریا و شوهرش به همراه هم بر مجارستان فرمان می‌راندند، ولی در واقع فرمانروای راستین زیگیزموند بود. مرگ ماریا مشکوک بود. او در هنگام مرگ باردار بود.